# Necroticism - Descanting the Insalubrious
Necroticism - Descanting the Insalubrious è il terzo album in studio del gruppo musicale britannico Carcass, pubblicato il 30 ottobre 1991 dalla Earache Records.

## Descrizione
Abbandonate la sonorità grindcore degli esordi, i Carcass fanno proprio uno stile più vicino al death metal, estremamente tecnico e che in più occasioni usufruisce di soluzioni melodiche a proprio vantaggio. La volontà della band era di scrollarsi di dosso l'etichetta di band grindcore sfruttando anche le doti del nuovo entrato Michael Amott, talentuoso chitarrista svedese aggregatosi alla band nel 1990.
Anche sul piano lirico la band intraprende alcuni cambiamenti, mettendo da parte le atmosfere cupe e gore dei primi lavori, a favore di tematiche anatomo-patologiche dai toni talvolta grotteschi.

## Ristampe
L'album, grazie alla propria fama, ha potuto usufruire di più di una riedizione nel corso degli anni. La prima, datata 1995, contiene oltre ai canonici 8 brani anche l'EP Tools of the Trade del 1992. Nel 2004 l'album venne rimasterizzato in versione originale includendo stavolta i video promozionali in formato Quicktime di Corporal Jigsore Quandary e Incarnated Solvent Abuse. La terza ed ultima ristampa venne pubblicata in formato DualDisc contenente da un lato la versione rimasterizzata della ristampa del 1995 e dall'altro un DVD con la terza parte del documentario intitolato The Pathologist's Report Part III: Mass Infection più un'intervista a Jeff Walker e Michael Amott datata 1993.

## Tracce
1. Inpropagation – 6:19 (Jeff Walker, Ken Owen, Bill Steer)
2. Corporal Jigsore Quandary – 5:27 (Jeff Walker, Bill Steer, Ken Owen, Michael Amott)
3. Symposium of Sickness – 6:39 (Jeff Walker, Ken Owen)
4. Pedigree Butchery – 5:50 (Jeff Walker, Bill Steer)
5. Incarnated Solvent Abuse – 4:32 (Jeff Walker, Michael Amott, Bill Steer)
6. Carneous Cacoffiny – 6:31 (Jeff Walker, Bill Steer)
7. Lavaging Expectorate of Lysergide Composition – 4:04 (Jeff Walker, Bill Steer)
8. Forensic Clinicism / The Sanguine Article – 7:09 (Jeff Walker, Bill Steer)

### Bonus tracks versione rimasterizzata e ristampa
1. Tools of the Trade – 3:05
2. Pyosified (Still Rotten to the Gore) – 3:09
3. Hepatic Tissue Fermentation II – 6:36

## Formazione
- Jeff Walker - basso, voce
- Bill Steer - chitarra, voce
- Michael Amott - chitarra
- Ken Owen - batteria